# Friedlander–Iwaniecs sats
Inom analytisk talteori, ett delområde av matematiken, är Friedlander–Iwaniecs sats ett resultat som säger att det finns oändligt många primtal av formen {\displaystyle a^{2}+b^{4}}. De första primtalen av den typen är
2, 5, 17, 37, 41, 97, 101, 137, 181, 197, 241, 257, 277, 281, 337, 401, 457, 577, 617, 641, 661, 677, 757, 769, 821, 857, 881, 977, … (talföljd A028916 i OEIS).
Satsen bevisades 1997 av John Friedlander och Henryk Iwaniec  genom att använda tekniker utvecklade av Enrico Bombieri.  
Notera att satsen säger inte att det finns oändligt många primtal av formen {\displaystyle a^{2}+1}. Detta är ett av Landaus problem, och det är fortfarande okänt huruvida det finns oändligt många sådana primtal eller inte. De första primtalen av den formen är
2, 5, 17, 37, 101, 197, 257, 401, 577, 677, 1297, 1601, 2917, 3137, 4357, 5477, 7057, 8101, 8837, 12101, 13457, 14401, 15377, … (talföljd A002496 i OEIS).